# Synagogue chorale de Kharkiv
 (février 2022).
La mise en forme du texte ne suit pas les recommandations de Wikipédia : il faut le « wikifier ».
Les points d'amélioration suivants sont les cas les plus fréquents :
- Les titres sont pré-formatés par le logiciel. Ils ne sont ni en capitales, ni en gras.
- Le texte ne doit pas être écrit en capitales (les noms de famille non plus), ni en gras, ni en italique, ni en « petit »…
- Le gras n'est utilisé que pour surligner le titre de l'article dans l'introduction, une seule fois.
- L'italique est rarement utilisé : mots en langue étrangère, titres d'œuvres, noms de bateaux, etc.
- Les citations ne sont pas en italique mais en corps de texte normal. Elles sont entourées par des guillemets français : « et ».
- Les listes à puces sont à éviter, des paragraphes rédigés étant largement préférés. Les tableaux sont à réserver à la présentation de données structurées (résultats, etc.).
- Les appels de note de bas de page (petits chiffres en exposant, introduits par l'outil «  Source ») sont à placer entre la fin de phrase et le point final[comme ça].
- Les liens internes (vers d'autres articles de Wikipédia) sont à choisir avec parcimonie. Créez des liens vers des articles approfondissant le sujet. Les termes génériques sans rapport avec le sujet sont à éviter, ainsi que les répétitions de liens vers un même terme.
- Les liens externes sont à placer uniquement dans une section « Liens externes », à la fin de l'article. Ces liens sont à choisir avec parcimonie suivant les règles définies. Si un lien sert de source à l'article, son insertion dans le texte est à faire par les notes de bas de page.
- La présentation des références doit suivre les conventions bibliographiques. Il est recommandé d'utiliser les modèles {{Ouvrage}}, {{Chapitre}}, {{Article}}, {{Lien web}} et/ou {{Bibliographie}}. Le mode d'édition visuel peut mettre en forme automatiquement les références.
- Insérer une infobox (cadre d'informations à droite) n'est pas obligatoire pour parachever la mise en page.

Pour une aide détaillée, merci de consulter Aide:Wikification.
Si vous pensez que ces points ont été résolus, vous pouvez retirer ce bandeau et améliorer la mise en forme d'un autre article.
La synagogue chorale de Kharkiv (en ukrainien : Харківська хоральна синагога) est une synagogue située à Kharkiv, en Ukraine qui est la plus grande synagogue du pays et également un bâtiment d'importance architecturale.

## Histoire

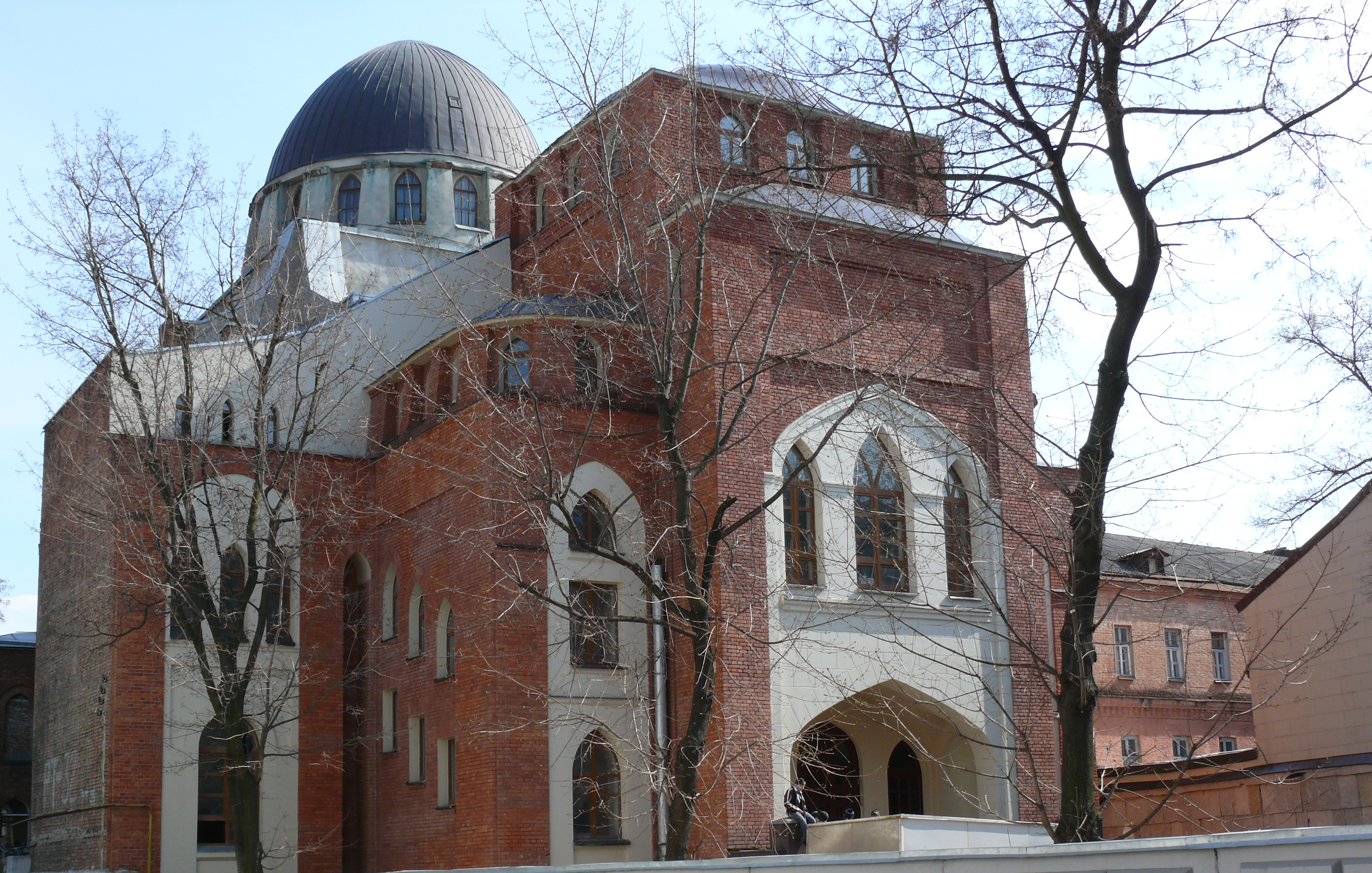
La Synagogue chorale de Kharkiv (extérieur)

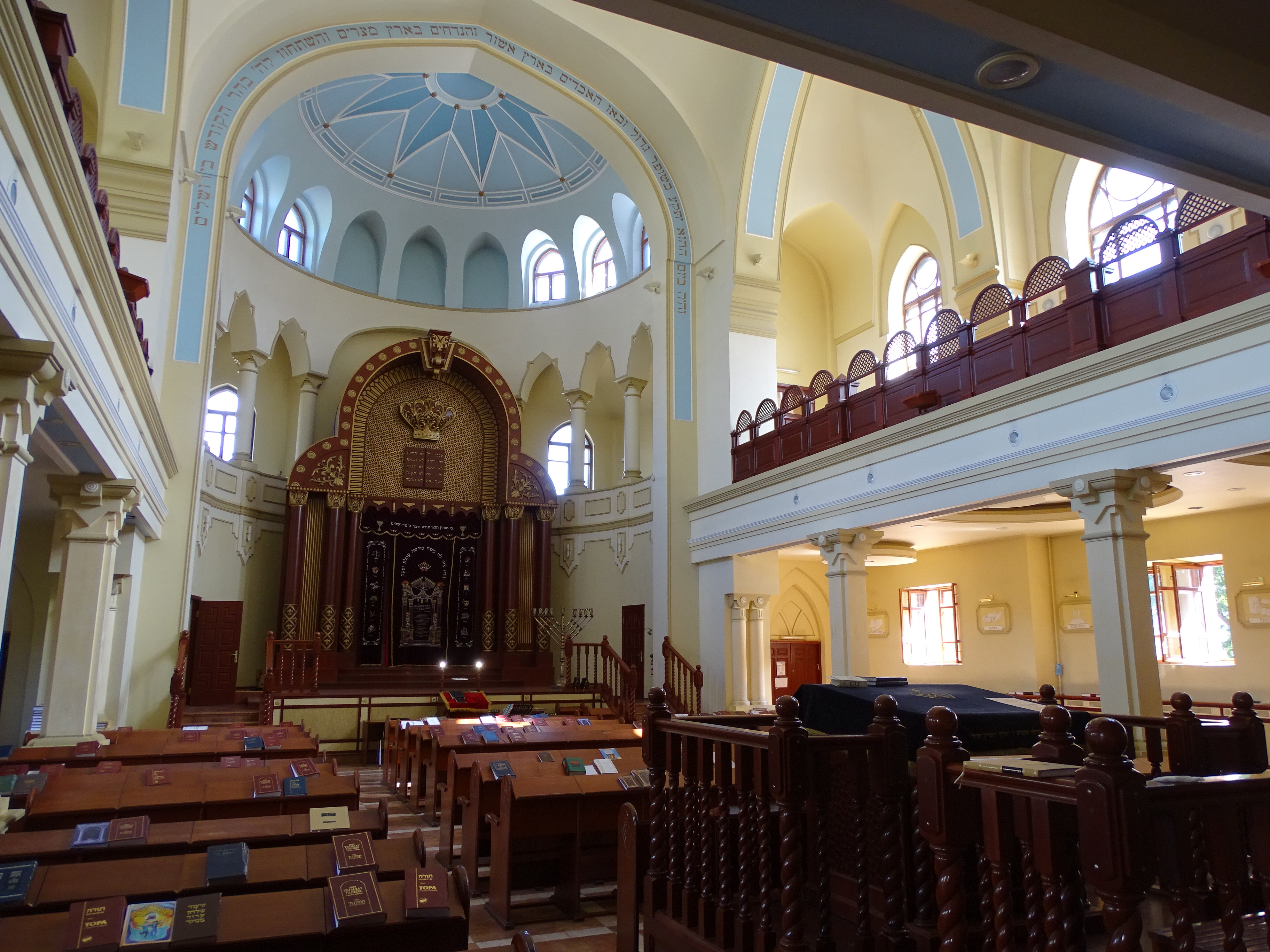
l'intérieur de la Synagogue

La construction de la synagogue a commencé en 1909, les architectes soumettant des propositions de conception dans le cadre d'un concours. L' architecte Yakov Gevirts, né à Saint-Pétersbourg, a soumis la conception gagnante et la construction a été achevée en 1913 pour un coût de 150 000 roubles. 
En 1923, sous l'autorité du gouvernement communiste de l'époque, la synagogue a été fermée et nationalisée par le gouvernement et utilisée par un club de travailleurs juifs, faisant partie du Komintern. Elle a ensuite servi à diverses utilisations, notamment en abritant un club, un cinéma et un complexe sportif et n'a été finalement utilisée comme lieu de culte qu'en 1990.
À la suite de l'effondrement de l'Union soviétique, divers groupes juifs ont lutté pour le contrôle de la synagogue. Edward Khodos a créé une organisation pour représenter les membres du judaïsme réformé et a affirmé le contrôle de la synagogue. Les représentants de Habad ont fait des revendications concurrentes et pendant un certain temps les deux groupes ont exercé leurs activités dans le bâtiment. En 1993, Khodos opérait au deuxième étage de la synagogue, où selon des informations, il dirigeait son commerce d'antiquités et créait un club de kick-boxing le vendredi soir pour les enfants locaux.
En 1998, un incendie a ravagé la synagogue et celle-ci a été officiellement remise au Habad. 
De vastes rénovations ont été achevées en 2003.

## Architecture
La conception du bâtiment est décrite comme une combinaison de styles d'architecture romano-gothique, néo-gothique et islamique que la Société d'architecture de Kharkiv considérait comme "rappelant les immenses murs de l'ancienne Palestine".
Le bâtiment mesure 138 pieds (42 mètres) de haut au niveau du dôme et 50 mètres (160 pieds) de long, avec une superficie totale de 2 067 mètres carrés (22 250 pieds carrés). Contrairement aux autres bâtiments du bloc, il est en retrait de la rue pour se conformer aux lois locales exigeant une certaine distance des églises et autres lieux de culte.

## La Synagogue aujourd'hui
La synagogue est un centre de référence de la vie juive à Kharkiv et est un point de repère important de la ville. 
Les fêtes juives sont célébrées à la synagogue par les juifs et également par les non-juifs. Une célébration de Hanukkah a attiré le gouverneur Arsen Avakov, ayant une couverture médiatique nationale. D'autres événements incluent un hommage aux anciens combattants juifs de la Seconde Guerre mondiale de Kharkiv.
La synagogue est dirigée par Chabad, qui a son siège à Kharkiv dans la synagogue et maintient également un mikveh et une yeshiva. Le rabbin actuel de la synagogue Moshe Moskovitz est aussi le grand rabbin de Kharkiv. Habad dirige également une école de 500 enfants juifs de la 1ère classe à la 11ème année, ainsi qu'un jardin d'enfants de 70 enfants.
Le maire de Kharkiv, Hennadiy Kernes, a assisté à une célébration de Pourim à la synagogue et au mariage de la fille du rabbin Moskowitz.

## Faits historiques
La synagogue chorale de Kharkiv est la plus grande d'Ukraine. La hauteur du dôme est de 42 mètres, le hall est de 30 mètres, le toit est de 25 mètres, la longueur de la façade latérale est de 50 mètres, la superficie totale est de 2067 m². La voûte en volutes de la synagogue mesure 9 mètres de haut et la salle de 450 m² peut accueillir de 800 à 1000 personnes.
De 1957 à nos jours, il y a un planétarium dans la voie 15 du Kravtsova, soit ici le deuxième plus grand planétarium d'Ukraine.
Au départ, il y avait ici une synagogue, construite dans les années 1910, mais sous la pression des bolcheviks, dans les années 1930, sur la communauté juive de Kharkov, elle a été transférée aux autorités soviétiques en tant que club. Pendant la guerre, le bâtiment a été délabré et est resté vide pendant 14 ans puis a été réattribué en 1957 spécifiquement pour être un planétarium.
Pour information : on connait l'existence de 5 synagogues (sociétés juives) à Kharkov avant la révolution de 1917.

## Galerie

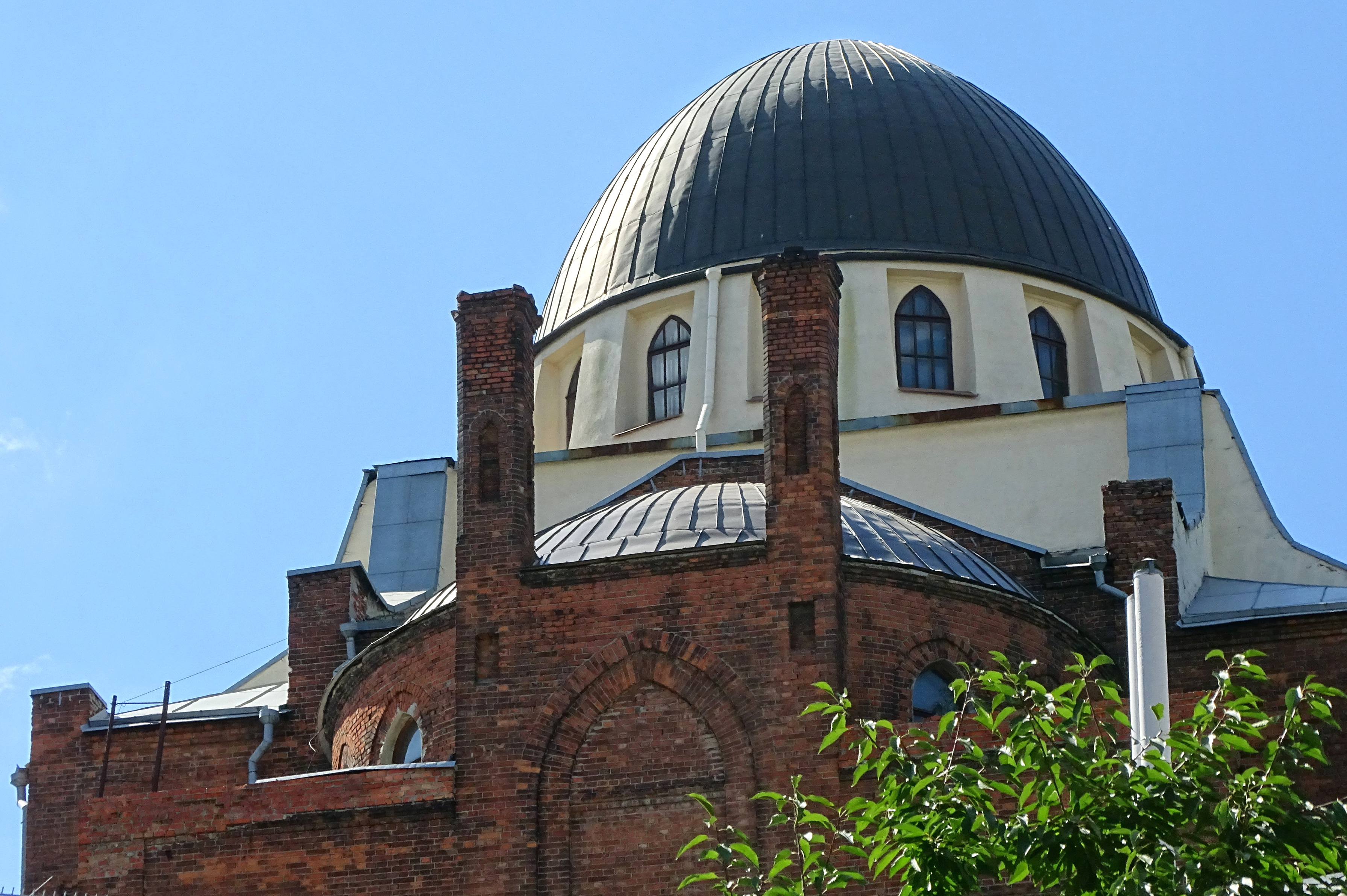
une vue de la Synagogue
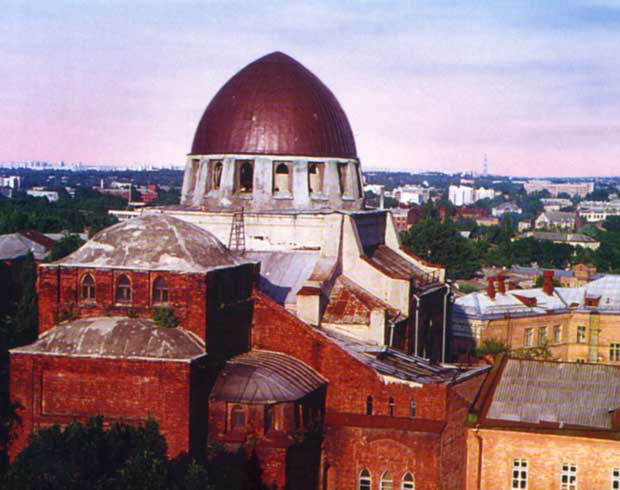
autre vue de la Synagogue
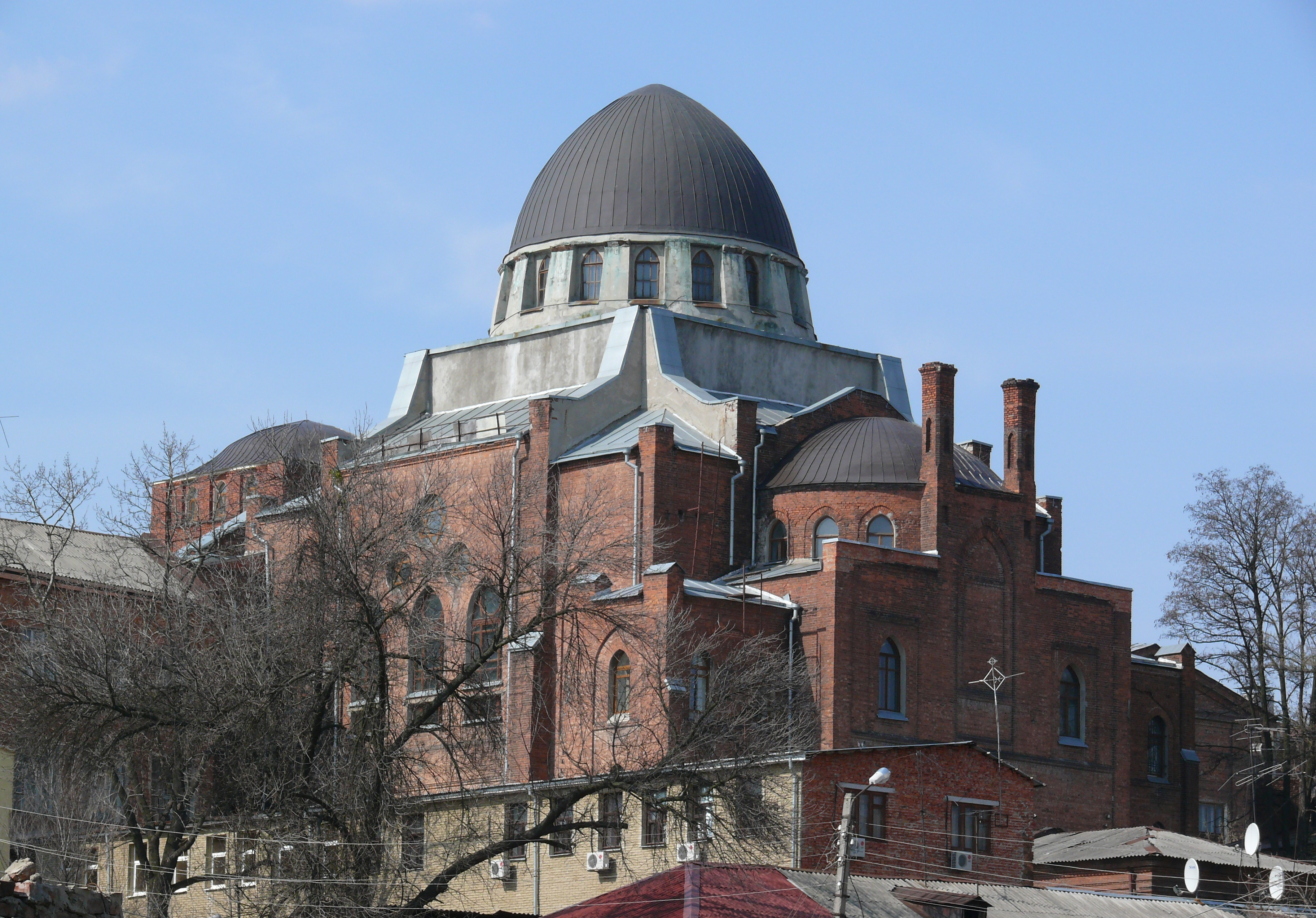
vue extérieure en 2008
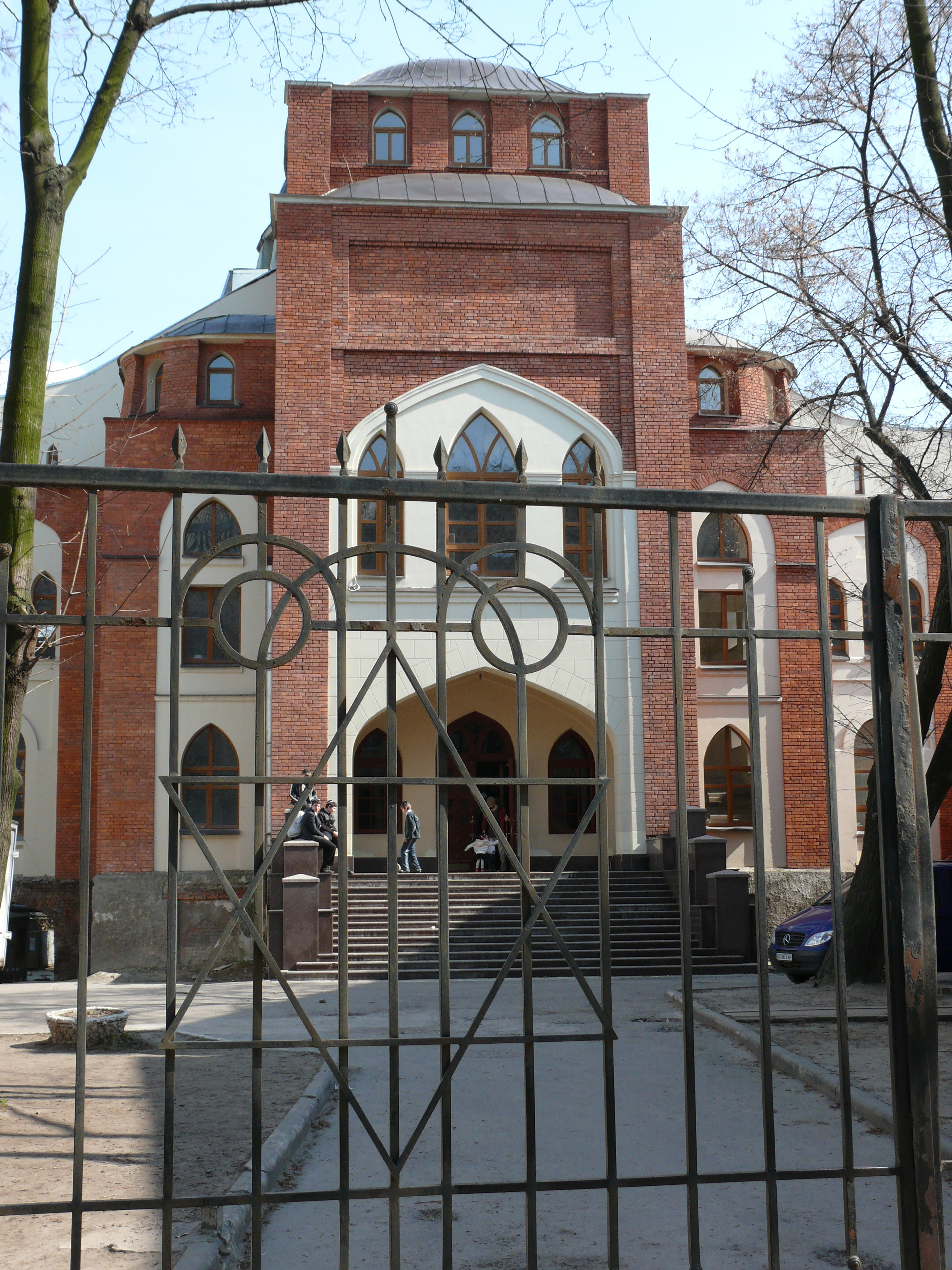
vue de l'entrée de la synagogue
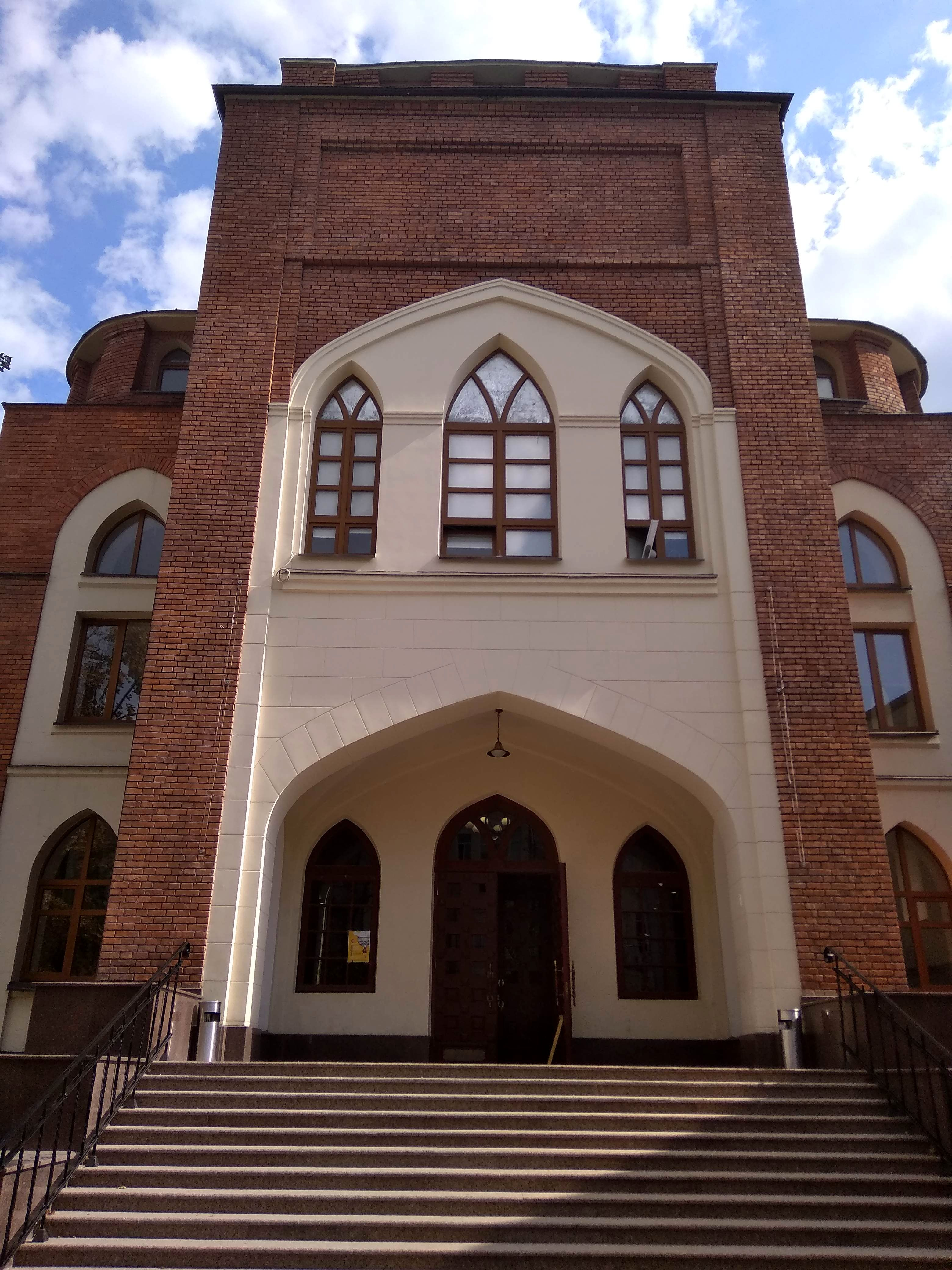
vue du devant de la synagogue
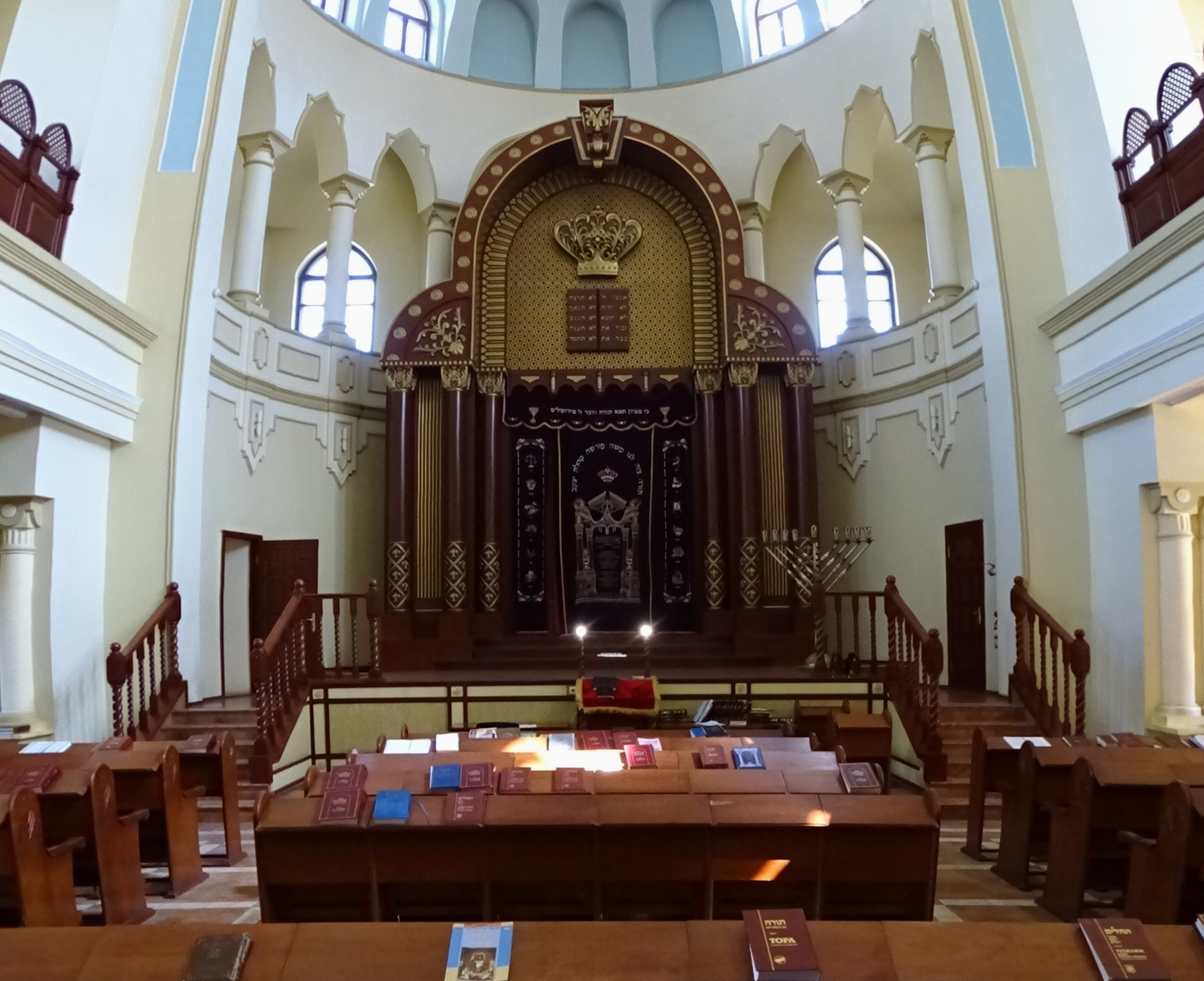
Une vue de l'intérieur.